# Bundesstraße 466
De Bundesstraße 466 (afkorting: B 466) is een bundesstraße in de Duitse deelstaten Baden-Württemberg en Beieren.
De weg begint in Mühlhausen im Täle en loopt via Reichenbach an der Fils,  Bad Überkingen, Süßen, Heidenheim an der Brenz, Nördlingen en Gunzenhausen naar Schwabach. De B466 is 156 kilometer lang.

## Routebeschrijving
De weg begint bij de afrit Mühlhausen im Täle, waar de A8 aansluit op de B466 en loopt noordoostwaarts de stad Mühlhausen im Täle uit. De weg loopt door Bad Ditzenbach, Deggingen, Reichenbach an der Fils, Bad Überkingen, Hausen an der Fils, Bad Überkingen, Geislingen an der Steige waar ze aansluit op de B10. De B10/B466 lopen vanaf hier samen in noordwestelijke richting door Kuchen en  Gingen an der Fils maar Süßen. In Süßen slaat de B466 op een kruising noordoostwaarts af en loopt door Donzdorf, Lauterstein, Weißenstein, Böhmenkirch, Steinheim am Albuch, Heidenheim waar men een korte samenloop heeft met de B19 en net ten oosten van de stad de B466a vanaf afrit Heidenheim A7 aansluit. De B466 loopt verder oostwaarts en kruist de A7 en komt door Nattheim, Steinweiler, Neresheim en  Ederheim. Dan komt de weg door de stad  Nördlingen en sluit in het zuidoosten van de stad in de aansluiting Nördlingen aan op de B25, waarna de twee samen de oostelijke rondweg van Nördlingen vormen. In het noorden van de stad buigt de B466 dan af en loopt in noordoostelijke richting verder door Oettingen in Bayern, Wachfeld, Westheim, Gnotzheim, Unterwurmbach, Gunzenhausen, Obererlbach, Abenberg en Kammerstein kruist bij afrit Schwabach-West A6 en eindigt in Schwabach op een kruising met de B2.

## Geschiedenis
Op 10 juli 2010 opende de rondweg van Donzdorf voor het verkeer. Bij Süßen is tussen juli 2013 en september 2016 een 2,1 kilometer lange rondweg aangelegd, die op de tot autoweg uitgebouwde B10 aansluit. De rondweg opende op 25 september 2016 voor het verkeer.

## Verkeersintensiteiten
In 2010 reden dagelijks 11.000 tot 14.000 voertuigen tussen Mühlhausen en Geislingen en 8.000 tot 15.000 voertuigen tussen Süßen en Heidenheim. Tussen Heidesheim en de A7 reden 13.000 voertuigen, waarna de intensiteit daalt naar 3.000 tot 5.000 voertuigen tussen de A7 en Nördlingen. Tussen Nördlingen en Gunzenhausen rijden 7.000 tot 9.000 voertuigen, stijgend naar 17.000 voertuigen in Schwabach.